# Planowanie obronne NATO
Planowanie obronne NATO (ang. NATO Defence Planning Process NDPP) –  proces zapewniający identyfikację, rozwój i wydzielenie odpowiednich wojskowych i pozamilitarnych zdolności państw członkowskich.
Jego zadaniem  jest ułatwienie Dowództwom planowania operacyjnego w perspektywie krótko i średnioterminowej.

## Charakterystyka
Nowy model planowania obronnego NATO został przyjęty podczas szczytu NATO w Strasbourgu/Kehl. Praktyczne jego stosowanie rozpoczęto wiosną 2010. Polega ono na prowadzeniu analiz pod kątem zdolności niezbędnych Sojuszowi do wypełniania jego misji statutowych. 

NDPP jest środkiem ułatwiającym identyfikację, rozwój i realizację zadań odpowiednim strukturom NATO. Określa wymagania w stosunku do każdego członka sojuszu, ułatwia ich wdrażanie i regularnie ocenia postępy prac. 
Celem planowania obronnego NATO jest zapewnienie warunków do dopasowania planowania narodowego i sojuszniczego do terminowej identyfikacji, rozwoju i wydzielenia odpowiednich sił właściwie przygotowanych, wyposażonych i wyszkolonych, a jego podstawową zasadą to, że w poszczególnych przedsięwzięciach planistycznych państwa członkowie uczestniczą dobrowolnie na podstawie suwerennych swoich decyzji.

## Etapy planowania
Etapy główne:
- Ustalanie wytycznych politycznych;
  - dokument „Poziom Ambicji NATO LoA” (LoA)[a]
  - dokument „Wytyczne Ministerialne”[b]
  - dokument „Wytyczne Uzupełniające”[c]
- Określanie wymagań;
- Podział wymagań i wyznaczanie celów NATO;
- Wspieranie realizacji celów NATO;
- Przegląd rezultatów.

## Dyscypliny planowania
Planowanie NATO obejmuje:
- planowanie sił;
- planowanie zasobów;
- planowanie uzbrojenia;
- planowanie logistyki;
- planowanie nuklearne;
- planowanie systemów dowodzenia, kierowania i łączności;
- planowanie cywilnego zarządzania kryzysowego;
- planowanie obrony powietrznej;
- zarządzanie ruchem powietrznym;
- wywiad i rozpoznanie;
- wsparcie medyczne;
- badania naukowe i technologie;
- standaryzację.